# Желудок
Желудо́к (біл. Жалудок) — селище міського типу в Гродненській області Білорусі, у Щучинському районі.
Населення селища становить 1,5 тис. осіб (2006).
В смт. Желудок знаходиться замок українських князів Святополк-Четвертинських, поборників православної віри.

## Пероналії
- Врублевський Валерій Антоній (1836—1908) — діяч білоруського, польського та міжнародного революційного руху.

| Білорусь | Це незавершена стаття з географії Білорусі. Ви можете допомогти проєкту, виправивши або дописавши її. |